# Listă de nume românești - litera G
Această pagină, supusă continuu îmbunătățirii, conține peste 2800 de nume de familie românești care încep cu litera G.
| Ga - Gabăr (wikt) - Gabără (wikt) - Gaboraș (wikt) - Gaboreanu (wikt) - Gaboș (wikt) - Gabovean (wikt) - Gabrea (wikt) - Gabrian (wikt) - Gabriel (wikt) - Gabrielescu (wikt) - Gabrilă (wikt) - Gabrilescu (wikt) - Gabriș (wikt) - Gabroveanu (wikt) - Gabur (wikt) - Gabura (wikt) - Gacea (wikt) - Gaceu (wikt) - Gache (wikt) - Gachi (wikt) - Gaciu (wikt) - Gadă (wikt) - Gadină (wikt) - Gadjinschi (wikt) - Gae (wikt) - Gaea (wikt) - Gafar (wikt) - Gafen (wikt) - Gafencu (wikt) - Gafincu (wikt) - Gafița (wikt) - Gafițanu (wikt) - Gafițeanu (wikt) - Gafiței (wikt) - Gafițescu (wikt) - Gafițianu (wikt) - Gafițoi (wikt) - Gafta (wikt) - Gaftea (wikt) - Gaftin (wikt) - Gaftiniuc (wikt) - Gaftoi (wikt) - Gafton (wikt) - Gaftone (wikt) - Gaftoneanu (wikt) - Gaftonie (wikt) - Gaftoniuc (wikt) - Gagagiuc (wikt) - Gagea (wikt) - Gageu (wikt) - Gaghii (wikt) - Gagia (wikt) - Gagii (wikt) - Gagniuc (wikt) - Gaia (wikt) - Gaicu (wikt) - Gaidargiu (wikt) - Gaidarof (wikt) - Gaidău (wikt) - Gaidoș (wikt) - Gaidur (wikt) - Gaie (wikt) - Gaier (wikt) - Gaigorovici (wikt) - Gairan (wikt) - Gaiș (wikt) - Gaiț (wikt) - Gaiță (wikt) - Gaitanele (wikt) - Gaițu (wikt) - Gaiu (wikt) - Gaivoronschi (wikt) - Gajoră (wikt) - Gajură (wikt) - Gal (wikt) - Galac (wikt) - Galaction (wikt) - Galaea (wikt) - Galai (wikt) - Gălaia (wikt) - Galaicu (wikt) - Galaju (wikt) - Galanici (wikt) - Galanton (wikt) - Galaon (wikt) - Galașiu (wikt) - Galață (wikt) - Galatâr (wikt) - Galațanu (wikt) - Galațchi (wikt) - Galați (wikt) - Galation (wikt) - Galbăn (wikt) - Galbân (wikt) - Galben (wikt) - Galbenă (wikt) - Galbeni (wikt) - Galbenu (wikt) - Galbur (wikt) - Galcea (wikt) - Galchin (wikt) - Gale (wikt) - Galea (wikt) - Galearschi (wikt) - Galer (wikt) - Galeriu (wikt) - Galeru (wikt) - Galeș (wikt) - Galescu (wikt) - Galeșiu (wikt) - Gali (wikt) - Galia (wikt) - Galic (wikt) - Galica (wikt) - Galiga (wikt) - Galin (wikt) - Galiș (wikt) - Galiț (wikt) - Galiță (wikt) - Galofca (wikt) - Galofteanu (wikt) - Galoianu (wikt) - Galoiu (wikt) - Galon (wikt) - Galoș (wikt) - Galu (wikt) - Galupa (wikt) - Galușinschi (wikt) - Gamberea (wikt) - Gamboș (wikt) - Gambra (wikt) - Gană (wikt) - Ganac (wikt) - Gancea (wikt) - Gancerug (wikt) - Ganci (wikt) - Gancic (wikt) - Gancioruc (wikt) - Ganciu (wikt) - Gane (wikt) - Ganea (wikt) - Gangăl (wikt) - Gangoș (wikt) - Ganovici (wikt) - Ganț (wikt) - Ganță (wikt) - Ganțea (wikt) - Ganțoi (wikt) - Ganțolea (wikt) - Ganu (wikt) - Ganulea (wikt) - Garaba (wikt) - Garabagiu (wikt) - Garabajiu (wikt) - Garabăt (wikt) - Garabet (wikt) - Garabetanu (wikt) - Garagancea (wikt) - Garaicu (wikt) - Garaiman (wikt) - Garaliu (wikt) - Garaș (wikt) - Garavelaș (wikt) - Garbuz (wikt) - Garcea (wikt) - Gard (wikt) - Gardian (wikt) - Gardin (wikt) - Gardoș (wikt) - Gardoși (wikt) - Gardu (wikt) - Garici (wikt) - Garifal (wikt) - Garip (wikt) - Garmaian (wikt) - Garoafă (wikt) - Garofeanu (wikt) - Garoiu (wikt) - Garolea (wikt) - Garonfil (wikt) - Garp (wikt) - Garștea (wikt) - Gartofan (wikt) - Gașca (wikt) - Gașcu (wikt) - Gașpar (wikt) - Gașpăr (wikt) - Gaston (wikt) - Gatea (wikt) - Gatin (wikt) - Gatina (wikt) - Gațu (wikt) - Gauciaruc (wikt) - Gaudeanu (wikt) - Gaură (wikt) - Gaure (wikt) - Gava (wikt) - Gavadia (wikt) - Gavai (wikt) - Gavar (wikt) - Gavateanu (wikt) - Gavaz (wikt) - Gavază (wikt) - Gavenea (wikt) - Gaveniuc (wikt) - Gavița (wikt) - Gavor (wikt) - Gavozdea (wikt) - Gavra (wikt) - Gavraș (wikt) - Gavrău (wikt) - Gavrea (wikt) - Gavreliuc (wikt) - Gavri (wikt) - Gavril (wikt) - Gavrilă (wikt) - Gavrilaș (wikt) - Gavrilași (wikt) - Gavrileac (wikt) - Gavrilei (wikt) - Gavrilescu (wikt) - Gavrilesei (wikt) - Gavrileț (wikt) - Gavrileți (wikt) - Gavrili (wikt) - Gavrilică (wikt) - Gavriliță (wikt) - Gavriliu (wikt) - Gavriliuc (wikt) - Gavriloae (wikt) - Gavriloaea (wikt) - Gavriloaia (wikt) - Gavriloaie (wikt) - Gavriloff (wikt) - Gavriloi (wikt) - Gavriloiu (wikt) - Gavrilovici (wikt) - Gavrilu (wikt) - Gavriluc (wikt) - Gavriluș (wikt) - Gavriluț (wikt) - Gavriluță (wikt) - Gavriluți (wikt) - Gavriș (wikt) - Gavrișiu (wikt) - Gavru (wikt) - Gavruș (wikt) - Gavruța (wikt) - Gavruță (wikt) - Gazdă (wikt) - Gazdovici (wikt) - Gazetovici (wikt) | Gă - Găbălean (wikt) - Găban (wikt) - Găbăroi (wikt) - Găboran (wikt) - Găborean (wikt) - Găborel (wikt) - Găbou (wikt) - Găbrean (wikt) - Găbreanu (wikt) - Găbudean (wikt) - Găbudeanu (wikt) - Găbujac (wikt) - Găbureac (wikt) - Găbureanu (wikt) - Găburici (wikt) - Găburoi (wikt) - Gădălean (wikt) - Gădăleanu (wikt) - Gădănean (wikt) - Gădău (wikt) - Gădea (wikt) - Gădeanu (wikt) - Gădian (wikt) - Gădianu (wikt) - Gădrăuțeanu (wikt) - Găescu (wikt) - Găetan (wikt) - Găfei (wikt) - Găgălici (wikt) - Găgăuz (wikt) - Găgean (wikt) - Găgeanu (wikt) - Găgeatu (wikt) - Găgescu (wikt) - Găgianu (wikt) - Găian (wikt) - Găianțu (wikt) - Găianu (wikt) - Găiescu (wikt) - Găiman (wikt) - Găină (wikt) - Găinar (wikt) - Găinariu (wikt) - Găinaru (wikt) - Găinaț (wikt) - Găinușă (wikt) - Găinușe (wikt) - Găinuță (wikt) - Găișeanu (wikt) - Găișteanu (wikt) - Găitan (wikt) - Găitănar (wikt) - Găitănariu (wikt) - Găitănaru (wikt) - Găitaro (wikt) - Gălăgie (wikt) - Gălălae (wikt) - Gălămîj (wikt) - Gălămuj (wikt) - Gălan (wikt) - Gălășel (wikt) - Gălășescu (wikt) - Gălață (wikt) - Gălățan (wikt) - Gălățanu (wikt) - Gălătar (wikt) - Gălățean (wikt) - Gălățeanu (wikt) - Gălățescu (wikt) - Gălătuș (wikt) - Gălăureac (wikt) - Gălbăcea (wikt) - Gălbău (wikt) - Gălbează (wikt) - Gălbeneanu (wikt) - Gălbenuș (wikt) - Gălbenușă (wikt) - Gălbenușe (wikt) - Gălbenuță (wikt) - Gălbinaș (wikt) - Gălbinașu (wikt) - Gălbineanu (wikt) - Gălbiniță (wikt) - Gălbioru (wikt) - Găldău (wikt) - Găldean (wikt) - Gălean (wikt) - Găleancu (wikt) - Găleanu (wikt) - Găleată (wikt) - Găleșanu (wikt) - Găleșcă (wikt) - Gălescu (wikt) - Găleșeanu (wikt) - Găletan (wikt) - Găletar (wikt) - Găletari (wikt) - Găletariu (wikt) - Găletean (wikt) - Gălețeanu (wikt) - Găletușe (wikt) - Găletuși (wikt) - Gălgău (wikt) - Gălian (wikt) - Găliceanu (wikt) - Gălie (wikt) - Gălinescu (wikt) - Gălugăroiu (wikt) - Gălușă (wikt) - Gălușcă (wikt) - Gălușcan (wikt) - Gălușe (wikt) - Găluștian (wikt) - Găluț (wikt) - Gămălan (wikt) - Gămălie (wikt) - Găman (wikt) - Gămănescu (wikt) - Gămănuș (wikt) - Gămulescu (wikt) - Gănănău (wikt) - Găncean (wikt) - Gănceanu (wikt) - Gănciulescu (wikt) - Găneanu (wikt) - Gănescu (wikt) - Gănțoi (wikt) - Gănuț (wikt) - Gănuței (wikt) - Găptină (wikt) - Gărăgău (wikt) - Gărăiacu (wikt) - Gărăiman (wikt) - Gărău (wikt) - Gărdac (wikt) - Gărdăreanu (wikt) - Gărdean (wikt) - Gărdescu (wikt) - Gărduraru (wikt) - Gărduș (wikt) - Gărgăletuș (wikt) - Gărgălie (wikt) - Gărgărea (wikt) - Gărgărici (wikt) - Gărgăriță (wikt) - Gărgărițîă (wikt) - Gărgăun (wikt) - Gărgăune (wikt) - Gărjelea (wikt) - Gărtan (wikt) - Gărvăneanu (wikt) - Găsitu (wikt) - Gășpărel (wikt) - Gătăianț (wikt) - Gătăianțu (wikt) - Gățălan (wikt) - Gătănaru (wikt) - Gătej (wikt) - Găucă (wikt) - Găucan (wikt) - Găucean (wikt) - Găujan (wikt) - Găulea (wikt) - Găunescu (wikt) - Găurean (wikt) - Găureanu (wikt) - Găurici (wikt) - Găurilă (wikt) - Găuruș (wikt) - Găvădescu (wikt) - Găvădină (wikt) - Găvăgină (wikt) - Găvan (wikt) - Găvana (wikt) - Găvăneanu (wikt) - Găvănescu (wikt) - Găvăneșteanu (wikt) - Găvăț (wikt) - Găvenea (wikt) - Găvescu (wikt) - Găvojdian (wikt) - Găvozdea (wikt) - Găvriluț (wikt) - Găvruș (wikt) - Găvruță (wikt) - Găzdac (wikt) - Găzdag (wikt) - Găzdaru (wikt) - Găzdoi (wikt) - Găzdoiu (wikt) | Gâ - Gâb (wikt) - Gâbu (wikt) - Gâciu (wikt) - Gâdăr (wikt) - Gâdea (wikt) - Gâdei (wikt) - Gâdel (wikt) - Gâdescu (wikt) - Gâdilaș (wikt) - Gâdinceanu (wikt) - Gâdioi (wikt) - Gâdiuță (wikt) - Gâdoiu (wikt) - Gâf (wikt) - Gâfă (wikt) - Gâfei (wikt) - Gâfu (wikt) - Gâgă (wikt) - Gâgiu (wikt) - Gâgu (wikt) - Gâja (wikt) - Gâje (wikt) - Gâjia (wikt) - Gâjman (wikt) - Gâju (wikt) - Gâjulete (wikt) - Gâlă (wikt) - Gâlborcea (wikt) - Gâlcă (wikt) - Gâlceavă (wikt) - Gâlcescu (wikt) - Gâldău (wikt) - Gâldea (wikt) - Gâldeu (wikt) - Gâlea (wikt) - Gâlgău (wikt) - Gâlie (wikt) - Gâmă (wikt) - Gâman (wikt) - Gâmbu (wikt) - Gâmbuță (wikt) - Gâmfălean (wikt) - Gâmfăleanu (wikt) - Gâncean (wikt) - Gândac (wikt) - Gândăcioiu (wikt) - Gândea (wikt) - Gândescu (wikt) - Gândiceanu (wikt) - Gândilă (wikt) - Gându (wikt) - Gânei (wikt) - Gânfălean (wikt) - Gânfăleanu (wikt) - Gângă (wikt) - Gângan (wikt) - Gângean (wikt) - Gângioveanu (wikt) - Gângoveanu (wikt) - Gângu (wikt) - Gânj (wikt) - Gânja (wikt) - Gânju (wikt) - Gânsac (wikt) - Gânscă (wikt) - Gânsea (wikt) - Gânța (wikt) - Gânțu (wikt) - Gârba (wikt) - Gârbă (wikt) - Gârbacea (wikt) - Gârbăcea (wikt) - Gârbaci (wikt) - Gârban (wikt) - Gârbea (wikt) - Gârbeață (wikt) - Gârbia (wikt) - Gârbici (wikt) - Gârbiță (wikt) - Gârboan (wikt) - Gârboni (wikt) - Gârbou (wikt) - Gârbouan (wikt) - Gârbovan (wikt) - Gârbovăț (wikt) - Gârbovean (wikt) - Gârbu (wikt) - Gârbuleț (wikt) - Gârceag (wikt) - Gârcineanu (wikt) - Gârciu (wikt) - Gârda (wikt) - Gârdan (wikt) - Gârdea (wikt) - Gârea (wikt) - Gârgălaș (wikt) - Gârgel (wikt) - Gârghescu (wikt) - Gârjaliu (wikt) - Gârjan (wikt) - Gârjelea (wikt) - Gârjoabă (wikt) - Gârjob (wikt) - Gârju (wikt) - Gârlă (wikt) - Gârlașu (wikt) - Gârlea (wikt) - Gârleanu (wikt) - Gârlescu (wikt) - Gârleșteanu (wikt) - Gârliceanu (wikt) - Gârlicel (wikt) - Gârlici (wikt) - Gârliște (wikt) - Gârlonța (wikt) - Gârmencea (wikt) - Gârna (wikt) - Gârneață (wikt) - Gârneț (wikt) - Gârniceanu (wikt) - Gârniță (wikt) - Gârtan (wikt) - Gârteajă (wikt) - Gârțoman (wikt) - Gârtonea (wikt) - Gârz (wikt) - Gârzescu (wikt) - Gâscă (wikt) - Gâț (wikt) - Gâță (wikt) - Gâțâlan (wikt) - Gâțan (wikt) - Gâțcan (wikt) - Gâtej (wikt) - Gâția (wikt) - Gâtlan (wikt) - Gâtstrâmb (wikt) - Gâțu (wikt) - Gâz (wikt) - Gâză (wikt) - Gâzdac (wikt) - Gâzu (wikt) | Ge - Geaboc (wikt) - Geabou (wikt) - Geac (wikt) - Geacă (wikt) - Geacăr (wikt) - Geacău (wikt) - Geafar (wikt) - Geaferu (wikt) - Geageac (wikt) - Geală (wikt) - Gealapu (wikt) - Gealatu (wikt) - Geamă (wikt) - Geamăn (wikt) - Geamănă (wikt) - Geamănu (wikt) - Geambașu (wikt) - Geambazu (wikt) - Geambesa (wikt) - Geamină (wikt) - Geampalia (wikt) - Geană (wikt) - Geanaliu (wikt) - Geanău (wikt) - Geancă (wikt) - Geancoș (wikt) - Geanea (wikt) - Geangalău (wikt) - Geangălău (wikt) - Geangoș (wikt) - Geangu (wikt) - Geanguș (wikt) - Geanovu (wikt) - Geantă (wikt) - Geanța (wikt) - Geantău (wikt) - Geanu (wikt) - Geara (wikt) - Geaucă (wikt) - Geaulea (wikt) - Geba (wikt) - Gebăilă (wikt) - Gebescu (wikt) - Geboiu (wikt) - Gecan (wikt) - Gechereanu (wikt) - Gecui (wikt) - Gefencu (wikt) - Gegea (wikt) - Gegeran (wikt) - Gegiu (wikt) - Gegiuc (wikt) - Gegu (wikt) - Geică (wikt) - Geicu (wikt) - Geileanu (wikt) - Gelămancă (wikt) - Gelcă (wikt) - Gelcop (wikt) - Gelei (wikt) - Gelelețu (wikt) - Gelemancă (wikt) - Gelepu (wikt) - Geleriu (wikt) - Geleș (wikt) - Gelețu (wikt) - Gelu (wikt) - Geluțu (wikt) - Geman (wikt) - Gemănar (wikt) - Gemănariu (wikt) - Gemănaru (wikt) - Gemene (wikt) - Gemeniuc (wikt) - Gemescu (wikt) - Genad (wikt) - Genaru (wikt) - Gencărău (wikt) - Gendăuanu (wikt) - Gene (wikt) - Genea (wikt) - Geneș (wikt) - Genescu (wikt) - Geng (wikt) - Gengea (wikt) - Gengiu (wikt) - Genoiu (wikt) - Genovu (wikt) - Genta (wikt) - Gente (wikt) - Gentea (wikt) - Gentimir (wikt) - Genucu (wikt) - Genunchi (wikt) - Geoabă (wikt) - Geoadă (wikt) - Geoană (wikt) - Geoarsă (wikt) - Geobegescu (wikt) - Geogea (wikt) - Geogean (wikt) - Geogeanu (wikt) - Geogescu (wikt) - Geogia (wikt) - Geoglovan (wikt) - Geoldeș (wikt) - Geolea (wikt) - Geolgău (wikt) - Geomea (wikt) - Geomolean (wikt) - Geonea (wikt) - George (wikt) - Georgeanu (wikt) - Georgeli (wikt) - Georgescu (wikt) - Georgescul (wikt) - Georgeta (wikt) - Georgevca (wikt) - Georgevici (wikt) - Georgiadi (wikt) - Georgian (wikt) - Georgiana (wikt) - Georgița (wikt) - Georgiță (wikt) - Georgiu (wikt) - Geornea (wikt) - Geornoiu (wikt) - Georșoiu (wikt) - Geosanu (wikt) - Geovanovici (wikt) - Gercan (wikt) - Gere (wikt) - Gerea (wikt) - Gerebeneș (wikt) - Gergescu (wikt) - German (wikt) - Germoniu (wikt) - Geru (wikt) - Gervescu (wikt) - Geția (wikt) - Gețiu (wikt) - Geurgea (wikt) - Gevelică (wikt) | Gh - Gheablău (wikt) - Gheaburcu (wikt) - Gheajă (wikt) - Gheară (wikt) - Gheață (wikt) - Gheațău (wikt) - Gheauș (wikt) - Gheba (wikt) - Ghebă (wikt) - Ghebac (wikt) - Gheban (wikt) - Ghebănoaei (wikt) - Ghebaru (wikt) - Ghebaș (wikt) - Ghebaur (wikt) - Ghebaură (wikt) - Ghebea (wikt) - Ghebenei (wikt) - Ghebeneu (wikt) - Ghebeș (wikt) - Gheboianu (wikt) - Ghebosu (wikt) - Ghebuș (wikt) - Ghebuță (wikt) - Ghebuțiu (wikt) - Gheciu (wikt) - Ghedu (wikt) - Ghegamin (wikt) - Ghegeliu (wikt) - Gheghe (wikt) - Gheghea (wikt) - Gheghi (wikt) - Ghegu (wikt) - Gheigheș (wikt) - Gheighiș (wikt) - Ghejan (wikt) - Gheju (wikt) - Ghelan (wikt) - Ghelaru (wikt) - Ghelasă (wikt) - Ghelase (wikt) - Ghelba (wikt) - Ghelbează (wikt) - Ghelber (wikt) - Ghelbere (wikt) - Ghelbereu (wikt) - Ghelberg (wikt) - Ghelcea (wikt) - Gheldi (wikt) - Gheldiu (wikt) - Ghelerdea (wikt) - Gheleșel (wikt) - Ghelimegeanu (wikt) - Gheliuc (wikt) - Ghelmeci (wikt) - Ghelmegean (wikt) - Ghelmegeanu (wikt) - Ghelmez (wikt) - Ghelnar (wikt) - Ghelnăr (wikt) - Ghelț (wikt) - Gheltofan (wikt) - Ghelu (wikt) - Ghemăneanu (wikt) - Ghemea (wikt) - Ghemeci (wikt) - Ghemeș (wikt) - Ghemiș (wikt) - Ghempa (wikt) - Ghemu (wikt) - Ghemuleț (wikt) - Ghemuș (wikt) - Ghena (wikt) - Ghenaci (wikt) - Ghenade (wikt) - Ghenadie (wikt) - Ghencea (wikt) - Ghencean (wikt) - Ghenceanu (wikt) - Ghenci (wikt) - Ghencian (wikt) - Ghencioiu (wikt) - Ghenciu (wikt) - Ghenciulescu (wikt) - Ghencu (wikt) - Ghendea (wikt) - Ghender (wikt) - Ghenea (wikt) - Gheneș (wikt) - Ghenescu (wikt) - Ghenghe (wikt) - Ghenghea (wikt) - Ghengherea (wikt) - Ghenghiu (wikt) - Ghenguș (wikt) - Ghenici (wikt) - Gheniș (wikt) - Ghenof (wikt) - Ghenoian (wikt) - Ghenoiu (wikt) - Ghenon (wikt) - Ghenovici (wikt) - Ghenț (wikt) - Ghențăr (wikt) - Ghenți (wikt) - Ghențulescu (wikt) - Ghenu (wikt) - Ghenuche (wikt) - Ghenuș (wikt) - Gheoace (wikt) - Gheoca (wikt) - Gheoculescu (wikt) - Gheodri (wikt) - Gheoerghe (wikt) - Gheoghescu (wikt) - Gheolțan (wikt) - Gheonca (wikt) - Gheondea (wikt) - Gheonea (wikt) - Gheongheoș (wikt) - Gheonoiu (wikt) - Gheonu (wikt) - Gheoră (wikt) - Gheordun (wikt) - Gheordunescu (wikt) - Gheorgan (wikt) - Gheorghe (wikt) - Gheorghean (wikt) - Gheorgheanu (wikt) - Gheorgheasa (wikt) - Gheorgheci (wikt) - Gherghediac (wikt) - Gheorghei (wikt) - Gheorgheiu (wikt) - Gheorghel (wikt) - Gheorghelescu (wikt) - Gheorgheoiu (wikt) - Gheorgheosu (wikt) - Gheorgheș (wikt) - Gheorghescu (wikt) - Gheorgheșteanu (wikt) - Gheorghevici (wikt) - Gheorghi (wikt) - Gheorghia (wikt) - Gheorghiade (wikt) - Gheorghian (wikt) - Gheorghiaș (wikt) - Gheorghiasa (wikt) - Gheorghică (wikt) - Gheorghiceanu (wikt) - Gheorghicescu (wikt) - Gheorghiciuc (wikt) - Gheorghidiu (wikt) - Gheorghieș (wikt) - Gheorghiescu (wikt) - Gheorghiesei (wikt) - Gheorghieț (wikt) - Gheorghievici (wikt) - Gheorghilaș (wikt) - Gheorghim (wikt) - Gheorghina (wikt) - Gheorghină (wikt) - Gheorghinca (wikt) - Gheorghincă (wikt) - Gheorghinete (wikt) - Gheorghinoiu (wikt) - Gheorghiodu (wikt) - Gheorghiof (wikt) - Gheorghioiu (wikt) - Gheorghiosu (wikt) - Gheorghiș (wikt) - Gheorghișan (wikt) - Gheorghișoara (wikt) - Gheorghișoară (wikt) - Gheorghișor (wikt) - Gheorghița (wikt) - Gheorghiță (wikt) - Gheorghițanu (wikt) - Gheorghițeanu (wikt) - Gheorghițescu (wikt) - Gheorghițoi (wikt) - Gheorghițoiu (wikt) - Gheorghiu (wikt) - Gheorghiulescu (wikt) - Gheorghr (wikt) - Gheorghu (wikt) - Gheorgiță (wikt) - Gheorgiu (wikt) - Gheorlan (wikt) - Gheorma (wikt) - Gheorman (wikt) - Gheormescu (wikt) - Gheoroaie (wikt) - Gheorțu (wikt) - Ghera (wikt) - Gherăescu (wikt) - Gheran (wikt) - Gheraș (wikt) - Gherasă (wikt) - Gherase (wikt) - Gherăsescu (wikt) - Gherasie (wikt) - Gherasim (wikt) - Gherasimescu (wikt) - Gherasimov (wikt) - Gherasimovici (wikt) - Gherăsoiu (wikt) - Gherban (wikt) - Gherbea (wikt) - Gherbere (wikt) - Gherbovan (wikt) - Gherca (wikt) - Ghercă (wikt) - Ghercea (wikt) - Gherceanu (wikt) - Ghercia (wikt) - Gherciceanu (wikt) - Ghercioiu (wikt) - Gherciu (wikt) - Gherda (wikt) - Gherdan (wikt) - Gherdea (wikt) - Gherea (wikt) - Gherebeanu (wikt) - Ghereben (wikt) - Gherebeneș (wikt) - Ghereg (wikt) - Gherendi (wikt) - Ghereș (wikt) - Gherescu (wikt) - Ghereștan (wikt) - Gherga (wikt) - Ghergan (wikt) - Ghergănescu (wikt) - Gherganu (wikt) - Ghergar (wikt) - Ghergari (wikt) - Gherghe (wikt) - Gherghei (wikt) - Gherghej (wikt) - Gherghel (wikt) - Gherghela (wikt) - Gherghelan (wikt) - Gherghelaș (wikt) - Gherghelău (wikt) - Ghergheleș (wikt) - Gherghelescu (wikt) - Ghergheli (wikt) - Ghergheliac (wikt) - Ghergheloaia (wikt) - Ghergheluc (wikt) - Gherghelucă (wikt) - Gherghenciu (wikt) - Ghergher (wikt) - Ghergheș (wikt) - Ghergheșanu (wikt) - Gherghescu (wikt) - Gherghi (wikt) - Gherghicean (wikt) - Gherghiceanu (wikt) - Gherghiciu (wikt) - Gherghideanu (wikt) - Gherghiescu (wikt) - Gherghilescu (wikt) - Gherghin (wikt) - Gherghina (wikt) - Gherghină (wikt) - Gherghinaru (wikt) - Gherghinaș (wikt) - Gherghinciu (wikt) - Gherghinescu (wikt) - Gherghinete (wikt) - Gherghinoiu (wikt) - Gherghinuță (wikt) - Gherghișan (wikt) - Gherghișoara (wikt) - Gherghișor (wikt) - Gherghiț (wikt) - Gherghițoaie (wikt) - Gherghiu (wikt) - Gherghiulescu (wikt) - Gherghizan (wikt) - Ghergic (wikt) - Ghergu (wikt) - Ghergulescu (wikt) - Ghergulov (wikt) - Gherguș (wikt) - Gherguși (wikt) - Gherguț (wikt) - Gherguți (wikt) - Gherhard (wikt) - Gherheș (wikt) - Gheric (wikt) - Gherla (wikt) - Gherlan (wikt) - Gherle (wikt) - Gherlea (wikt) - Gherleanu (wikt) - Gherlița (wikt) - Gherliță (wikt) - Ghermac (wikt) - Gherman (wikt) - Ghermăneanu (wikt) - Ghermănescu (wikt) - Ghermani (wikt) - Ghermanschi (wikt) - Ghermec (wikt) - Gheroghe (wikt) - Gheronte (wikt) - Gherovăț (wikt) - Gherța (wikt) - Ghertec (wikt) - Ghertenișan (wikt) - Gherțescu (wikt) - Ghertner (wikt) - Gherțoiu (wikt) - Gherundan (wikt) - Ghervan (wikt) - Ghervasă (wikt) - Ghervase (wikt) - Ghervasia (wikt) - Ghervasiu (wikt) - Ghervasiuc (wikt) - Ghervasuc (wikt) - Gherzan (wikt) - Gheșca (wikt) - Gheșea (wikt) - Gheșoiu (wikt) - Ghesu (wikt) - Gheț (wikt) - Gheța (wikt) - Ghețan (wikt) - Ghețău (wikt) - Ghețe (wikt) - Ghețea (wikt) - Gheteș (wikt) - Ghețescu (wikt) - Ghețeu (wikt) - Gheți (wikt) - Gheție (wikt) - Ghetină (wikt) - Ghețiu (wikt) - Ghețivu (wikt) - Ghețoiu (wikt) - Ghetroi (wikt) - Ghețu (wikt) - Ghețulescu (wikt) - Gheucă (wikt) - Gheușan (wikt) - Ghevre (wikt) - Gheza (wikt) - Ghezea (wikt) - Ghezu (wikt) - Ghia (wikt) - Ghiabor (wikt) - Ghiaburcu (wikt) - Ghianeș (wikt) - Ghianu (wikt) - Ghiarasim (wikt) - Ghiarfaș (wikt) - Ghiață (wikt) - Ghiaur (wikt) - Ghiauru (wikt) - Ghiauș (wikt) - Ghib (wikt) - Ghiba (wikt) - Ghiban (wikt) - Ghibănescu (wikt) - Ghibanu (wikt) - Ghibaura (wikt) - Ghibea (wikt) - Ghibernea (wikt) - Ghibescu (wikt) - Ghibilic (wikt) - Ghibirgiu (wikt) - Ghibu (wikt) - Ghibul (wikt) - Ghiburoșu (wikt) - Ghibuș (wikt) - Ghibuși (wikt) - Ghibuțiu (wikt) - Ghic (wikt) - Ghica (wikt) - Ghicăjanu (wikt) - Ghicășan (wikt) - Ghicășanu (wikt) - Ghican (wikt) - Ghiceanu (wikt) - Ghicioc (wikt) - Ghiciu (wikt) - Ghiciuc (wikt) - Ghiciulescu (wikt) - Ghiciușcă (wikt) - Ghicolescu (wikt) - Ghicovici (wikt) - Ghicu (wikt) - Ghiculeasa (wikt) - Ghicuță (wikt) - Ghidai (wikt) - Ghidămuț (wikt) - Ghidan (wikt) - Ghidănac (wikt) - Ghidarcea (wikt) - Ghidărcel (wikt) - Ghidărîm (wikt) - Ghidău (wikt) - Ghideanu (wikt) - Ghidel (wikt) - Ghidescu (wikt) - Ghideu (wikt) - Ghidia (wikt) - Ghidibacă (wikt) - Ghidiceanu (wikt) - Ghidici (wikt) - Ghidion (wikt) - Ghidirmic (wikt) - Ghidiu (wikt) - Ghido (wikt) - Ghidoarcă (wikt) - Ghidoarcea (wikt) - Ghidovăț (wikt) - Ghidrășan (wikt) - Ghidricescu (wikt) - Ghidrigan (wikt) - Ghidu (wikt) - Ghiduc (wikt) - Ghiduruș (wikt) - Ghiduș (wikt) - Ghiduț (wikt) - Ghiea (wikt) - Ghiebaură (wikt) - Ghiebeniș (wikt) - Ghienea (wikt) - Ghieorghevici (wikt) - Ghierga (wikt) - Ghieți (wikt) - Ghifor (wikt) - Ghiga (wikt) - Ghigea (wikt) - Ghigeacu (wikt) - Ghigeanu (wikt) - Ghigenescu (wikt) - Ghigheanu (wikt) - Ghigheci (wikt) - Ghighi (wikt) - Ghighici (wikt) - Ghighie (wikt) - Ghighilă (wikt) - Ghighilan (wikt) - Ghighilicea (wikt) - Ghighirea (wikt) - Ghigiu (wikt) - Ghigu (wikt) - Ghigulescu (wikt) - Ghiguță (wikt) - Ghihaniș (wikt) - Ghihor (wikt) - Ghijan (wikt) - Ghijdaru (wikt) - Ghika (wikt) - Ghilă (wikt) - Ghilac (wikt) - Ghilan (wikt) - Ghilasă (wikt) - Ghilase (wikt) - Ghilău (wikt) - Ghilduș (wikt) - Ghilduși (wikt) - Ghile (wikt) - Ghilea (wikt) - Ghilean (wikt) - Ghilencea (wikt) - Ghilerdea (wikt) - Ghilescu (wikt) - Ghilezan (wikt) - Ghilezean (wikt) - Ghilian (wikt) - Ghilic (wikt) - Ghiliceanu (wikt) - Ghilicică (wikt) - Ghiliciu (wikt) - Ghiliman (wikt) - Ghilimei (wikt) - Ghilință (wikt) - Ghiliuță (wikt) - Ghilniță (wikt) - Ghiloncea (wikt) - Ghilț (wikt) - Ghiluș (wikt) - Ghiluși (wikt) - Ghilvaci (wikt) - Ghiman (wikt) - Ghimbaș (wikt) - Ghimbășan (wikt) - Ghimbășanu (wikt) - Ghimbășeanu (wikt) - Ghimbescu (wikt) - Ghimbeu (wikt) - Ghimbir (wikt) - Ghimboașă (wikt) - Ghimbovschi (wikt) - Ghimbu (wikt) - Ghimbuluț (wikt) - Ghimbuțan (wikt) - Ghimea (wikt) - Ghimeș (wikt) - Ghimeșa (wikt) - Ghimeși (wikt) - Ghimfuș (wikt) - Ghimici (wikt) - Ghimiciu (wikt) - Ghimiș (wikt) - Ghimiși (wikt) - Ghimiu (wikt) - Ghimpău (wikt) - Ghimpe (wikt) - Ghimpea (wikt) - Ghimpețeanu (wikt) - Ghimpoș (wikt) - Ghimpu (wikt) - Ghimpul (wikt) - Ghimpușan (wikt) - Ghimu (wikt) - Ghimurtu (wikt) - Ghimuș (wikt) - Ghina (wikt) - Ghină (wikt) - Ghinaciu (wikt) - Ghinaiu (wikt) - Ghinăraru (wikt) - Ghinca (wikt) - Ghincea (wikt) - Ghindă (wikt) - Ghindăoan (wikt) - Ghindăoanu (wikt) - Ghindar (wikt) - Ghindaru (wikt) - Ghindaș (wikt) - Ghindăuoanu (wikt) - Ghindea (wikt) - Ghindean (wikt) - Ghindeanu (wikt) - Ghindele (wikt) - Ghindescu (wikt) - Ghindeț (wikt) - Ghindici (wikt) - Ghinea (wikt) - Ghineraru (wikt) - Ghinescu (wikt) - Ghineț (wikt) - Ghineți (wikt) - Ghinga (wikt) - Ghingheli (wikt) - Ghingheș (wikt) - Ghinghină (wikt) - Ghinguleac (wikt) - Ghinia (wikt) - Ghinicel (wikt) - Ghinici (wikt) - Ghinieș (wikt) - Ghinioiu (wikt) - Ghiniță (wikt) - Ghinoaia (wikt) - Ghinoiu (wikt) - Ghintuială (wikt) - Ghinulescu (wikt) - Ghioacă (wikt) - Ghioancă (wikt) - Ghioane (wikt) - Ghioarcă (wikt) - Ghioc (wikt) - Ghioca (wikt) - Ghiocel (wikt) - Ghiocoș (wikt) - Ghioculescu (wikt) - Ghioga (wikt) - Ghioiți (wikt) - Ghiojdoiu (wikt) - Ghioldă (wikt) - Ghioldiș (wikt) - Ghiolțean (wikt) - Ghionaru (wikt) - Ghioncu (wikt) - Ghiondea (wikt) - Ghionea (wikt) - Ghionescu (wikt) - Ghionghioș (wikt) - Ghionoi (wikt) - Ghionoiu (wikt) - Ghior (wikt) - Ghioroaie (wikt) - Ghiordun (wikt) - Ghiordunescu (wikt) - Ghiorean (wikt) - Ghioreanu (wikt) - Ghiorghe (wikt) - Ghiorghi (wikt) - Ghiorghiasa (wikt) - Ghiorghică (wikt) - Ghiorghiciuc (wikt) - Ghiorghie (wikt) - Ghiorghieș (wikt) - Ghiorghiescu (wikt) - Ghiorghioff (wikt) - Ghiorghioiu (wikt) - Ghiorghioni (wikt) - Ghiorghiță (wikt) - Ghiorghițanu (wikt) - Ghiorghițaș (wikt) - Ghiorghiu (wikt) - Ghiorguță (wikt) - Ghiorina (wikt) - Ghiorlan (wikt) - Ghiorman (wikt) - Ghioucă (wikt) - Ghiovanu (wikt) - Ghioveanu (wikt) - Ghip (wikt) - Ghipăilă (wikt) - Ghira (wikt) - Ghiră (wikt) - Ghirachi (wikt) - Ghiran (wikt) - Ghiraș (wikt) - Ghirasim (wikt) - Ghirasimescu (wikt) - Ghirău (wikt) - Ghirca (wikt) - Ghircă (wikt) - Ghircău (wikt) - Ghircea (wikt) - Ghirchei (wikt) - Ghircoiaș (wikt) - Ghirculeasa (wikt) - Ghircușor (wikt) - Ghirdan (wikt) - Ghirdavat (wikt) - Ghirdoveanu (wikt) - Ghirea (wikt) - Ghirean (wikt) - Ghiriac (wikt) - Ghiriga (wikt) - Ghirilă (wikt) - Ghiriș (wikt) - Ghirișan (wikt) - Ghiriți (wikt) - Ghirlea (wikt) - Ghirocean (wikt) - Ghiroceanu (wikt) - Ghiroltean (wikt) - Ghirolteanu (wikt) - Ghiroșa (wikt) - Ghirțoi (wikt) - Ghiru (wikt) - Ghirvan (wikt) - Ghirvașe (wikt) - Ghirvu (wikt) - Ghirvuc (wikt) - Ghiș (wikt) - Ghișa (wikt) - Ghișă (wikt) - Ghisdavu (wikt) - Ghișe (wikt) - Ghișea (wikt) - Ghișer (wikt) - Ghișerel (wikt) - Ghișman (wikt) - Ghișoiu (wikt) - Ghișu (wikt) - Ghiț (wikt) - Ghiță (wikt) - Ghițan (wikt) - Ghițău (wikt) - Ghițe (wikt) - Ghițea (wikt) - Ghițeanu (wikt) - Ghițera (wikt) - Ghițescu (wikt) - Ghițev (wikt) - Ghițică (wikt) - Ghițișoară (wikt) - Ghițiu (wikt) - Ghitler (wikt) - Ghițoaica (wikt) - Ghițoaică (wikt) - Ghițoc (wikt) - Ghițoi (wikt) - Ghițoiu (wikt) - Ghițoroiu (wikt) - Ghițu (wikt) - Ghițuică (wikt) - Ghițulan (wikt) - Ghițuleasa (wikt) - Ghițulescu (wikt) - Ghițulete (wikt) - Ghițulică (wikt) - Ghițun (wikt) - Ghiu (wikt) - Ghiuchici (wikt) - Ghiugan (wikt) - Ghiughea (wikt) - Ghiujan (wikt) - Ghiula (wikt) - Ghiulai (wikt) - Ghiulcea (wikt) - Ghiulea (wikt) - Ghiunduș (wikt) - Ghiunea (wikt) - Ghiunghiuș (wikt) - Ghiunghiușan (wikt) - Ghiur (wikt) - Ghiura (wikt) - Ghiurac (wikt) - Ghiurău (wikt) - Ghiurcă (wikt) - Ghiurcan (wikt) - Ghiurcănaș (wikt) - Ghiurchi (wikt) - Ghiurco (wikt) - Ghiurcuț (wikt) - Ghiurcuță (wikt) - Ghiurea (wikt) - Ghiurgan (wikt) - Ghiurghea (wikt) - Ghiuri (wikt) - Ghiurici (wikt) - Ghiuriță (wikt) - Ghiurițan (wikt) - Ghiuro (wikt) - Ghiurșel (wikt) - Ghiurțu (wikt) - Ghiuru (wikt) - Ghiuruțan (wikt) - Ghiuș (wikt) - Ghiușan (wikt) - Ghiuță (wikt) - Ghiuvea (wikt) - Ghiuzan (wikt) - Ghiuzelea (wikt) - Ghiveci (wikt) - Ghiveciu (wikt) - Ghivercea (wikt) - Ghivici (wikt) - Ghivinici (wikt) - Ghiviriga (wikt) - Ghivirigă (wikt) - Ghiviziu (wikt) - Ghivnici (wikt) - Ghivoiu (wikt) - Ghiza (wikt) - Ghizășan (wikt) - Ghizdăreanu (wikt) - Ghizdav (wikt) - Ghizdavăț (wikt) - Ghizdăvescu (wikt) - Ghizdaveț (wikt) - Ghizdavin (wikt) - Ghizdavu (wikt) - Ghizdeanu (wikt) - Ghizel (wikt) - Ghizeșan (wikt) - Ghizi (wikt) - Ghiziana (wikt) - Ghizică (wikt) - Ghizilă (wikt) - Ghizu (wikt) - Ghizuroiu (wikt) | Gi - Giabă (wikt) - Giacă (wikt) - Giamănu (wikt) - Giambașu (wikt) - Giană (wikt) - Gianău (wikt) - Giangu (wikt) - Gianovu (wikt) - Giantâc (wikt) - Giarcă (wikt) - Giarmata (wikt) - Giblea (wikt) - Gică (wikt) - Gican (wikt) - Gicovanu (wikt) - Gicoveanu (wikt) - Gicu (wikt) - Gigea (wikt) - Gighileanu (wikt) - Gigică (wikt) - Gigîrtu (wikt) - Giglea (wikt) - Gijiu (wikt) - Gilău (wikt) - Gilgau (wikt) - Gilică (wikt) - Giloan (wikt) - Gilorteanu (wikt) - Gilulovici (wikt) - Giluș (wikt) - Giluță (wikt) - Gima (wikt) - Gimancă (wikt) - Gimbășanu (wikt) - Gimoiu (wikt) - Gimon (wikt) - Gimonca (wikt) - Ginavar (wikt) - Ginculescu (wikt) - Ginea (wikt) - Ginga (wikt) - Gingăraș (wikt) - Gingărașu (wikt) - Gingașu (wikt) - Ginghină (wikt) - Gingină (wikt) - Gingirof (wikt) - Ginu (wikt) - Gioabă (wikt) - Gioacăbine (wikt) - Gioacăș (wikt) - Gioagă (wikt) - Gioală (wikt) - Gioancă (wikt) - Gioara (wikt) - Gioară (wikt) - Giobanu (wikt) - Gioca (wikt) - Gioceanu (wikt) - Giodovicea (wikt) - Gioga (wikt) - Giogia (wikt) - Gioglovan (wikt) - Giol (wikt) - Giolfan (wikt) - Giolu (wikt) - Gioncu (wikt) - Gionea (wikt) - Gionoiu (wikt) - Giontaru (wikt) - Giorgescu (wikt) - Giorgevici (wikt) - Giorgi (wikt) - Giorgian (wikt) - Giorgievici (wikt) - Giorgiță (wikt) - Giorgiu (wikt) - Giorguți (wikt) - Giorici (wikt) - Giornoiu (wikt) - Gioroc (wikt) - Giorocianu (wikt) - Giorta (wikt) - Giosa (wikt) - Giosan (wikt) - Giosanu (wikt) - Giosu (wikt) - Giotoiu (wikt) - Gireadă (wikt) - Giredaru (wikt) - Giredea (wikt) - Girel (wikt) - Gireș (wikt) - Girgiuveanu (wikt) - Giriadă (wikt) - Girigan (wikt) - Girle (wikt) - Giroc (wikt) - Giroșa (wikt) - Giroșan (wikt) - Girovanu (wikt) - Giroveanu (wikt) - Gitin (wikt) - Giubalcă (wikt) - Giubega (wikt) - Giubelan (wikt) - Giubernea (wikt) - Giuca (wikt) - Giucal (wikt) - Giuchi (wikt) - Giuchici (wikt) - Giuchin (wikt) - Giuclea (wikt) - Giucoane (wikt) - Giuga (wikt) - Giugan (wikt) - Giugariu (wikt) - Giugean (wikt) - Giugică (wikt) - Giugioiu (wikt) - Giugiuc (wikt) - Giugiucă (wikt) - Giugiulescu (wikt) - Giuglan (wikt) - Giuglea (wikt) - Giuglescu (wikt) - Giugula (wikt) - Giugulă (wikt) - Giui (wikt) - Giuică (wikt) - Giulan (wikt) - Giulău (wikt) - Giulea (wikt) - Giuleanu (wikt) - Giulescu (wikt) - Giulgan (wikt) - Giulușan (wikt) - Giulvezan (wikt) - Giumanca (wikt) - Giumancu (wikt) - Giumba (wikt) - Giupana (wikt) - Giura (wikt) - Giuran (wikt) - Giuraniuc (wikt) - Giurasă (wikt) - Giurașcu (wikt) - Giurăscu (wikt) - Giurca (wikt) - Giurcă (wikt) - Giurcăi (wikt) - Giurcan (wikt) - Giurcăneanu (wikt) - Giurcanu (wikt) - Giurcău (wikt) - Giurchescu (wikt) - Giurchi (wikt) - Giurchiță (wikt) - Giurcoiu (wikt) - Giurconiu (wikt) - Giurculeț (wikt) - Giurculete (wikt) - Giurcuț (wikt) - Giurdea (wikt) - Giurea (wikt) - Giurescu (wikt) - Giurge (wikt) - Giurgea (wikt) - Giurgean (wikt) - Giurgelea (wikt) - Giurgescu (wikt) - Giurgi (wikt) - Giurgia (wikt) - Giurgiașov (wikt) - Giurgică (wikt) - Giurgilă (wikt) - Giurgincă (wikt) - Giurgioiu (wikt) - Giurgiovanu (wikt) - Giurgițeanu (wikt) - Giurgiu (wikt) - Giurgiuc (wikt) - Giurgiucă (wikt) - Giurgiuculesei (wikt) - Giurgiuleana (wikt) - Giurgiuleană (wikt) - Giurgiulescu (wikt) - Giurgiuman (wikt) - Giurgiuț (wikt) - Giurgiuțiu (wikt) - Giurgiuvanu (wikt) - Giurgiuveanu (wikt) - Giurițan (wikt) - Giurjiu (wikt) - Giurmă (wikt) - Giuroescu (wikt) - Giuroiu (wikt) - Giuroni (wikt) - Giurovici (wikt) - Giurumescu (wikt) - Giurumia (wikt) - Giuruțan (wikt) - Giușca (wikt) - Giușcă (wikt) - Giuta (wikt) - Giututan (wikt) - Giuvală (wikt) - Giuvara (wikt) - Giuvelca (wikt) - Giuvelcă (wikt) - Giuvelea (wikt) - Giuverdea (wikt) - Giuverea (wikt) - Giveschi (wikt) |

| Gî - Gîb (wikt) - Gîba (wikt) - Gîbă (wikt) - Gîban (wikt) - Gîbea (wikt) - Gîdan (wikt) - Gîdea (wikt) - Gîdei (wikt) - Gîdiceanu (wikt) - Gîdinceanu (wikt) - Gîdioi (wikt) - Gîdioiu (wikt) - Gîdiu (wikt) - Gîdiuță (wikt) - Gîdoi (wikt) - Gîdoiu (wikt) - Gîfei (wikt) - Gîfu (wikt) - Gîgiu (wikt) - Gîgoi (wikt) - Gîjgan (wikt) - Gîjîilă (wikt) - Gîjiulete (wikt) - Gîjnan (wikt) - Gîjoi (wikt) - Gîju (wikt) - Gîjulete (wikt) - Gîlă (wikt) - Gîlcă (wikt) - Gîlcan (wikt) - Gîlceavă (wikt) - Gîlcescu (wikt) - Gîlcevoiu (wikt) - Gîlcoaea (wikt) - Gîlcoi (wikt) - Gîldău (wikt) - Gîle (wikt) - Gîlea (wikt) - Gîlgău (wikt) - Gîliciu (wikt) - Gîlie (wikt) - Gîlmeanu (wikt) - Gîmbă (wikt) - Gîmbou (wikt) - Gîmbuțan (wikt) - Gîmbuțanu (wikt) - Gîmbuță (wikt) - Gîncean (wikt) - Gîncu (wikt) - Gîndac (wikt) - Gîndăcel (wikt) - Gîndele (wikt) - Gîndilă (wikt) - Gîndu (wikt) - Gînfălean (wikt) - Gîngă (wikt) - Gîngean (wikt) - Gîngioveanu (wikt) - Gîngu (wikt) - Gînj (wikt) - Gînju (wikt) - Gînjulete (wikt) - Gînsac (wikt) - Gînscă (wikt) - Gînță (wikt) - Gîntaru (wikt) - Gînțu (wikt) - Gîră (wikt) - Gîrada (wikt) - Gîran (wikt) - Gîrba (wikt) - Gîrbă (wikt) - Gîrbacea (wikt) - Gîrbăcea (wikt) - Gîrbaci (wikt) - Gîrbaciu (wikt) - Gîrban (wikt) - Gîrbău (wikt) - Gîrbea (wikt) - Gîrbină (wikt) - Gîrboan (wikt) - Gîrboiu (wikt) - Gîrboni (wikt) - Gîrbonța (wikt) - Gîrbouan (wikt) - Gîrbovan (wikt) - Gîrboveanu (wikt) - Gîrbu (wikt) - Gîrbuleț (wikt) - Gîrcu (wikt) - Gîrda (wikt) - Gîrdan (wikt) - Gîrdea (wikt) - Gîrdianu (wikt) - Gîrdu (wikt) - Gîrea (wikt) - Gîrga (wikt) - Gîrgă (wikt) - Gîrgari (wikt) - Gîrgel (wikt) - Gîrghescu (wikt) - Gîriuță (wikt) - Gîrjaliu (wikt) - Gîrjan (wikt) - Gîrjău (wikt) - Gîrje (wikt) - Gîrjeu (wikt) - Gîrjoabă (wikt) - Gîrjob (wikt) - Gîrju (wikt) - Gîrlă (wikt) - Gîrlan (wikt) - Gîrlașiu (wikt) - Gîrlașu (wikt) - Gîrlea (wikt) - Gîrleanu (wikt) - Gîrlescu (wikt) - Gîrleșteanu (wikt) - Gîrliceanu (wikt) - Gîrligi (wikt) - Gîrliță (wikt) - Gîrloiu (wikt) - Gîrlonța (wikt) - Gîrluș (wikt) - Gîrmacea (wikt) - Gîrna (wikt) - Gîrnea (wikt) - Gîrneață (wikt) - Gîrneț (wikt) - Gîrnîceanu (wikt) - Gîrniță (wikt) - Gîrnițaru (wikt) - Gîrșoi (wikt) - Gîrteaja (wikt) - Gîrteajă (wikt) - Gîrtohan (wikt) - Gîrțoman (wikt) - Gîrțu (wikt) - Gîrvu (wikt) - Gîrz (wikt) - Gîscă (wikt) - Gîscan (wikt) - Gîsculescu (wikt) - Gîștescu (wikt) - Gîț (wikt) - Gîță (wikt) - Gîtan (wikt) - Gîtea (wikt) - Gîtlan (wikt) - Gîtman (wikt) - Gîțoiu (wikt) - Gîtstrîmb (wikt) - Gîțulescu (wikt) - Gîvu (wikt) - Gîvulescu (wikt) - Gîza (wikt) - Gîză (wikt) - Gîzea (wikt) - Gîzu (wikt) | Gl - Glădeanu (wikt) - Gladiș (wikt) - Glaeru (wikt) - Glăjar (wikt) - Glaje (wikt) - Glana (wikt) - Glant (wikt) - Glasu (wikt) - Glav (wikt) - Glava (wikt) - Glavă (wikt) - Glavaciog (wikt) - Glăvan (wikt) - Glăvana (wikt) - Glăvană (wikt) - Glăvănaru (wikt) - Glavasc (wikt) - Glavațchi (wikt) - Glăveanu (wikt) - Glavici (wikt) - Glăvoianu (wikt) - Glavu (wikt) - Glejar (wikt) - Glembovschi (wikt) - Glentoaica (wikt) - Glesnea (wikt) - Gleveanu (wikt) - Glevejanu (wikt) - Glia (wikt) - Glib (wikt) - Glibor (wikt) - Glica (wikt) - Glicuța (wikt) - Gliga (wikt) - Gligă (wikt) - Gligan (wikt) - Gligăneanu (wikt) - Gligheria (wikt) - Gligherie (wikt) - Gligor (wikt) - Gligoraș (wikt) - Gligore (wikt) - Gligorea (wikt) - Gligorescu (wikt) - Gligori (wikt) - Gligorie (wikt) - Gligoriță (wikt) - Gligoriu (wikt) - Gligu (wikt) - Gliguță (wikt) - Glîmboceanu (wikt) - Glinschi (wikt) - Glința (wikt) - Gliogor (wikt) - Glișa (wikt) - Gliță (wikt) - Glițaș (wikt) - Glițea (wikt) - Gliția (wikt) - Gloabă (wikt) - Gloambeș (wikt) - Globa (wikt) - Globan (wikt) - Globaru (wikt) - Globașu (wikt) - Glod (wikt) - Glodan (wikt) - Glodariu (wikt) - Glodaru (wikt) - Glodea (wikt) - Glodean (wikt) - Glodeanu (wikt) - Glodian (wikt) - Glodoranu (wikt) - Glodoraru (wikt) - Glogojan (wikt) - Glogojeanu (wikt) - Glogor (wikt) - Glogoveanu (wikt) - Glogovețan (wikt) - Glogovețean (wikt) - Glogoviacenu (wikt) - Glogovicean (wikt) - Glogoviceanu (wikt) - Glomincu (wikt) - Glomnicu (wikt) - Glonț (wikt) - Glovnea (wikt) - Glucă (wikt) - Glugă (wikt) - Gluhoi (wikt) | Go - Goacă (wikt) - Goadă (wikt) - Goagă (wikt) - Goagără (wikt) - Goagăș (wikt) - Goagea (wikt) - Goangă (wikt) - Goanță (wikt) - Goarnă (wikt) - Goață (wikt) - Goban (wikt) - Gobej (wikt) - Gobeja (wikt) - Gocalemin (wikt) - Gocan (wikt) - Gocea (wikt) - Goceanu (wikt) - Gocelea (wikt) - Gocenel (wikt) - Goci (wikt) - Gocia (wikt) - Gociman (wikt) - Gociu (wikt) - Godâncă (wikt) - Godea (wikt) - Godean (wikt) - Godeanu (wikt) - Godescu (wikt) - Godiac (wikt) - Godian (wikt) - Godici (wikt) - Godiciu (wikt) - Godinca (wikt) - Godincă (wikt) - Godiță (wikt) - Godja (wikt) - Godociu (wikt) - Godor (wikt) - Godoroja (wikt) - Godorojea (wikt) - Godreanu (wikt) - Godri (wikt) - Goe (wikt) - Goean (wikt) - Gog (wikt) - Goga (wikt) - Gogă (wikt) - Gogalea (wikt) - Gogălniceanu (wikt) - Gogan (wikt) - Gogancea (wikt) - Gogancia (wikt) - Gogârlă (wikt) - Gogâță (wikt) - Gogea (wikt) - Gogean (wikt) - Gogeanu (wikt) - Gogeoman (wikt) - Gogescu (wikt) - Goghie (wikt) - Gogin (wikt) - Gogioiu (wikt) - Gogioman (wikt) - Gogîrlă (wikt) - Gogîță (wikt) - Gogiu (wikt) - Goglea (wikt) - Goglează (wikt) - Gogoaje (wikt) - Gogoajea (wikt) - Gogoană (wikt) - Gogoașă (wikt) - Gogoașe (wikt) - Gogoci (wikt) - Gogoescu (wikt) - Gogof (wikt) - Gogoi (wikt) - Gogoiu (wikt) - Gogolan (wikt) - Gogolincă (wikt) - Gogoloi (wikt) - Gogoloiu (wikt) - Gogoloș (wikt) - Gogoloși (wikt) - Gogoloșu (wikt) - Gogoman (wikt) - Gogoncea (wikt) - Gogonea (wikt) - Gogoneață (wikt) - Gogonel (wikt) - Gogoneț (wikt) - Gogonețu (wikt) - Gogoneu (wikt) - Gogonică (wikt) - Gogonici (wikt) - Gogonțea (wikt) - Gogor (wikt) - Gogorașu (wikt) - Gogoreanu (wikt) - Gogorici (wikt) - Gogoriță (wikt) - Gogoșanu (wikt) - Gogoșeanu (wikt) - Gogoșianu (wikt) - Gogoșoiu (wikt) - Gogoț (wikt) - Gogotă (wikt) - Gogu (wikt) - Gogulancea (wikt) - Gogulescu (wikt) - Goguleț (wikt) - Goguț (wikt) - Goguță (wikt) - Goguțiu (wikt) - Gohoreanu (wikt) - Goia (wikt) - Goian (wikt) - Goicea (wikt) - Goiceanu (wikt) - Goiciu (wikt) - Goicu (wikt) - Goidaci (wikt) - Goidan (wikt) - Goidea (wikt) - Goidescu (wikt) - Goidoiu (wikt) - Goie (wikt) - Goiea (wikt) - Goilă (wikt) - Goilan (wikt) - Goilean (wikt) - Goină (wikt) - Goinea (wikt) - Goioane (wikt) - Goiți (wikt) - Goja (wikt) - Gojan (wikt) - Gojci (wikt) - Gojdu (wikt) - Goje (wikt) - Gojei (wikt) - Gojeiu (wikt) - Gojgar (wikt) - Gojgărea (wikt) - Gojgaru (wikt) - Gojinețchi (wikt) - Gojnea (wikt) - Gojner (wikt) - Gojnete (wikt) - Golache (wikt) - Golăeș (wikt) - Golăescu (wikt) - Golăi (wikt) - Golâmba (wikt) - Golan (wikt) - Golanu (wikt) - Golășel (wikt) - Golbac (wikt) - Golban (wikt) - Golcea (wikt) - Golda (wikt) - Goldan (wikt) - Golde (wikt) - Goldea (wikt) - Goldeanu (wikt) - Goldeș (wikt) - Goldiș (wikt) - Goldoiu (wikt) - Goldrac (wikt) - Goldu (wikt) - Goldură (wikt) - Golea (wikt) - Goleac (wikt) - Goleanu (wikt) - Golențanu (wikt) - Golescu (wikt) - Goleșie (wikt) - Goleșteanu (wikt) - Goleț (wikt) - Golfiță (wikt) - Golgojan (wikt) - Golgoț (wikt) - Golgotă (wikt) - Golgoțiu (wikt) - Golguț (wikt) - Golguță (wikt) - Golianu (wikt) - Golici (wikt) - Goliciu (wikt) - Goliescu (wikt) - Goliș (wikt) - Golișteanu (wikt) - Goliță (wikt) - Golodean (wikt) - Gologan (wikt) - Gologana (wikt) - Gologăneanu (wikt) - Goloman (wikt) - Golomba (wikt) - Golomoz (wikt) - Golopența (wikt) - Golopenția (wikt) - Goloșie (wikt) - Goloșneanu (wikt) - Goloșoiu (wikt) - Golovatiuc (wikt) - Golovcencu (wikt) - Golovei (wikt) - Golovescu (wikt) - Golț (wikt) - Golu (wikt) - Golub (wikt) - Golubaș (wikt) - Golubovici (wikt) - Golumba (wikt) - Golumbeanu (wikt) - Golumbovici (wikt) - Golunga (wikt) - Goluță (wikt) - Goma (wikt) - Goman (wikt) - Gomboc (wikt) - Gomboș (wikt) - Gomboșiu (wikt) - Gomoană (wikt) - Gomoescu (wikt) - Gomoi (wikt) - Gomoiu (wikt) - Gomolea (wikt) - Gomotârceanu (wikt) - Goncea (wikt) - Goncear (wikt) - Goncearuc (wikt) - Goncescu (wikt) - Gonciar (wikt) - Gonciari (wikt) - Gonciariuc (wikt) - Gonciaruc (wikt) - Gonciu (wikt) - Gonciulea (wikt) - Gondac (wikt) - Gondoș (wikt) - Gonea (wikt) - Gongănău (wikt) - Gongea (wikt) - Gongean (wikt) - Gongo (wikt) - Gongoiu (wikt) - Gongolea (wikt) - Gongoncea (wikt) - Gongonie (wikt) - Gongoș (wikt) - Gongu (wikt) - Gonț (wikt) - Gonța (wikt) - Gontariu (wikt) - Gonțaru (wikt) - Gonțea (wikt) - Gonțeanu (wikt) - Gonția (wikt) - Gonțilă (wikt) - Gonțoiu (wikt) - Gonza (wikt) - Gopșa (wikt) - Gora (wikt) - Goran (wikt) - Goranda (wikt) - Gorănescu (wikt) - Goraș (wikt) - Gorăscu (wikt) - Gorău (wikt) - Gorbai (wikt) - Gorban (wikt) - Gorbănescu (wikt) - Gorbe (wikt) - Gorbea (wikt) - Gorbei (wikt) - Gorcea (wikt) - Gorceac (wikt) - Gorceag (wikt) - Gorcia (wikt) - Gorciac (wikt) - Gorcioaia (wikt) - Gorciu (wikt) - Gordăn (wikt) - Gordaș (wikt) - Gorde (wikt) - Gordea (wikt) - Gordeș (wikt) - Gordeva (wikt) - Gordiciuc (wikt) - Gordilă (wikt) - Gordin (wikt) - Gordiță (wikt) - Gorducală (wikt) - Gorduna (wikt) - Gordunescu (wikt) - Gorduza (wikt) - Gore (wikt) - Gorea (wikt) - Goreac (wikt) - Goreanu (wikt) - Goreci (wikt) - Gorencu (wikt) - Gorga (wikt) - Gorgan (wikt) - Gorgăneanu (wikt) - Gorgea (wikt) - Gorgescu (wikt) - Gorghe (wikt) - Gorghi (wikt) - Gorghiciuc (wikt) - Gorghiș (wikt) - Gorghiu (wikt) - Gorgoi (wikt) - Gorgon (wikt) - Gorgonaru (wikt) - Gorgonea (wikt) - Gorgonețu (wikt) - Gorgorin (wikt) - Gorgoș (wikt) - Gorgotă (wikt) - Gorgoțeanu (wikt) - Gorgovan (wikt) - Gorgoveanu (wikt) - Gorgu (wikt) - Gori (wikt) - Goria (wikt) - Gorici (wikt) - Gorîe (wikt) - Gorilă (wikt) - Gorîn (wikt) - Gorînă (wikt) - Gorincioi (wikt) - Goriță (wikt) - Gorjan (wikt) - Gorjanu (wikt) - Gornea (wikt) - Gorneanu (wikt) - Gornescu (wikt) - Gornic (wikt) - Gornicioiu (wikt) - Gornistu (wikt) - Gornoavă (wikt) - Gorobei (wikt) - Gorocilă (wikt) - Gorodea (wikt) - Gorog (wikt) - Gorogoș (wikt) - Goroi (wikt) - Goron (wikt) - Goroncea (wikt) - Goronea (wikt) - Goroneanu (wikt) - Goronel (wikt) - Gorongea (wikt) - Gorongia (wikt) - Gorovei (wikt) - Gorschi (wikt) - Gorșcovoz (wikt) - Gorțan (wikt) - Goruian (wikt) - Gorun (wikt) - Gorunescu (wikt) - Gorzun (wikt) - Goș (wikt) - Goșa (wikt) - Goșav (wikt) - Goscheler (wikt) - Goșea (wikt) - Goșescu (wikt) - Goșler (wikt) - Goșman (wikt) - Gospei (wikt) - Gospodari (wikt) - Gospodariu (wikt) - Gospodaru (wikt) - Goște (wikt) - Goștean (wikt) - Goștian (wikt) - Goștin (wikt) - Goșu (wikt) - Goț (wikt) - Goța (wikt) - Goțcă (wikt) - Goțcu (wikt) - Goțea (wikt) - Goteanu (wikt) - Goți (wikt) - Goția (wikt) - Gotișanu (wikt) - Goțiu (wikt) - Goțu (wikt) - Govojdean (wikt) - Govor (wikt) - Govorcin (wikt) - Govoreanu (wikt) - Gozar (wikt) - Gozariu (wikt) - Gozman (wikt) - Goznete (wikt) | Gr - Grăban (wikt) - Grad (wikt) - Grada (wikt) - Gradea (wikt) - Grădeanu (wikt) - Grădianu (wikt) - Grădici (wikt) - Grădină (wikt) - Grădinar (wikt) - Grădinariu (wikt) - Grădinaru (wikt) - Grădinescu (wikt) - Grădișteanu (wikt) - Gradu (wikt) - Grafu (wikt) - Grăjdan (wikt) - Grăjdănescu (wikt) - Grăjdaru (wikt) - Grăjdeanu (wikt) - Grăjdieru (wikt) - Grăjdinoiu (wikt) - Gram (wikt) - Grama (wikt) - Grămadă (wikt) - Graman (wikt) - Grămăticu (wikt) - Grămescu (wikt) - Grămișteanu (wikt) - Grămoiu (wikt) - Grămoșteanu (wikt) - Gramovici (wikt) - Gramu (wikt) - Grana (wikt) - Granatea (wikt) - Grancea (wikt) - Granciu (wikt) - Grandori (wikt) - Grănescu (wikt) - Grangure (wikt) - Grănișteanu (wikt) - Granu (wikt) - Grânzulea (wikt) - Grapă (wikt) - Grăpan (wikt) - Grapina (wikt) - Grăpinoiu (wikt) - Grasoș (wikt) - Grassu (wikt) - Grasu (wikt) - Grăsun (wikt) - Grătar (wikt) - Grăteanu (wikt) - Grațian (wikt) - Grațianu (wikt) - Grățianu (wikt) - Grâu (wikt) - Grăugruș (wikt) - Grăunte (wikt) - Graur (wikt) - Graură (wikt) - Graure (wikt) - Grava (wikt) - Gravilă (wikt) - Gravra (wikt) - Gravruș (wikt) - Greab (wikt) - Greabu (wikt) - Greaca (wikt) - Greacă (wikt) - Greapcă (wikt) - Greavu (wikt) - Grebănuș (wikt) - Grebenaru (wikt) - Grebenișan (wikt) - Greblă (wikt) - Greblea (wikt) - Grebleș (wikt) - Grebur (wikt) - Grec (wikt) - Grecea (wikt) - Grecean (wikt) - Greceanu (wikt) - Grecescu (wikt) - Grecia (wikt) - Grecin (wikt) - Greciu (wikt) - Greciuc (wikt) - Greciușcă (wikt) - Greconici (wikt) - Grecu (wikt) - Greculeac (wikt) - Greculescu (wikt) - Greere (wikt) - Greeruș (wikt) - Grefelean (wikt) - Gregoiu (wikt) - Gregor (wikt) - Gregoriu (wikt) - Greifelean (wikt) - Grejdan (wikt) - Grejdănescu (wikt) - Grejdean (wikt) - Grejdieru (wikt) - Grejdinoiu (wikt) - Grejian (wikt) - Greluș (wikt) - Grempelș (wikt) - Grepcea (wikt) - Grere (wikt) - Greșală (wikt) - Greșanu (wikt) - Greșaru (wikt) - Greșcu (wikt) - Greșiță (wikt) - Greșoi (wikt) - Greșoiu (wikt) - Greț (wikt) - Greța (wikt) - Grețcan (wikt) - Grețcu (wikt) - Grețieș (wikt) - Grețu (wikt) - Greu (wikt) - Greuceanu (wikt) - Greul (wikt) - Greuruș (wikt) - Grib (wikt) - Gribincea (wikt) - Gribovschi (wikt) - Gridan (wikt) - Gridean (wikt) - Grideanu (wikt) - Grif (wikt) - Grig (wikt) - Griga (wikt) - Grigoiroiu (wikt) - Grigor (wikt) - Grigora (wikt) - Grigoran (wikt) - Grigoraș (wikt) - Grigorașcu (wikt) - Grigorășel (wikt) - Grigorași (wikt) - Grigorcea (wikt) - Grigore (wikt) - Grigorean (wikt) - Grigoreanu (wikt) - Grigoreș (wikt) - Grigorescu (wikt) - Grigoreț (wikt) - Grigori (wikt) - Grigorică (wikt) - Grigorici (wikt) - Grigoriciu (wikt) - Grigorie (wikt) - Grigorii (wikt) - Grigoriță (wikt) - Grigoriu (wikt) - Grigorivici (wikt) - Grigoroaia (wikt) - Grigoroaie (wikt) - Grigorof (wikt) - Grigoroiu (wikt) - Grigoroșcuță (wikt) - Grigorosiță (wikt) - Grigoroșoae (wikt) - Grigoroșoaia (wikt) - Grigoroșoaie (wikt) - Grigorovici (wikt) - Grigoru (wikt) - Grigoruț (wikt) - Grigoruță (wikt) - Grigurcu (wikt) - Griguță (wikt) - Grijă (wikt) - Grijac (wikt) - Grijincu (wikt) - Grijuc (wikt) - Grijulescu (wikt) - Grimacovschi (wikt) - Grimea (wikt) - Grindea (wikt) - Grindean (wikt) - Grindeanu (wikt) - Grindei (wikt) - Grindu (wikt) - Grințescu (wikt) - Grinzeanu (wikt) - Gripcă (wikt) - Grițcan (wikt) - Grîu (wikt) - Grîul (wikt) - Grivei (wikt) - Grivinca (wikt) - Grivu (wikt) - Groapă (wikt) - Groasnicu (wikt) - Groaznicu (wikt) - Grob (wikt) - Grobei (wikt) - Grobeș (wikt) - Grobnic (wikt) - Grobnicu (wikt) - Grodea (wikt) - Grofșoreanu (wikt) - Grofu (wikt) - Grogoraș (wikt) - Grogore (wikt) - Grogorescu (wikt) - Grohotean (wikt) - Gropan (wikt) - Groparu (wikt) - Gropean (wikt) - Gropeanu (wikt) - Gropeneanu (wikt) - Gropescu (wikt) - Gropoșilă (wikt) - Gropșeanu (wikt) - Gropșianu (wikt) - Gropșorean (wikt) - Gros (wikt) - Groșan (wikt) - Groșanu (wikt) - Groșariu (wikt) - Groșaru (wikt) - Groșeanu (wikt) - Groșenoiu (wikt) - Groșereanu (wikt) - Groșescu (wikt) - Groșoiu (wikt) - Grosoș (wikt) - Groșoveanu (wikt) - Grossu (wikt) - Grosu (wikt) - Grosuleac (wikt) - Grosulescu (wikt) - Grovu (wikt) - Groza (wikt) - Grozan (wikt) - Grozav (wikt) - Grozăvescu (wikt) - Grozavu (wikt) - Grozdea (wikt) - Groze (wikt) - Grozea (wikt) - Grozeanu (wikt) - Grozescu (wikt) - Grozoiu (wikt) - Grozoni (wikt) - Grozovici (wikt) - Grozu (wikt) - Grozuță (wikt) - Gruber (wikt) - Grubnicu (wikt) - Gruduleasa (wikt) - Gruescu (wikt) - Grui (wikt) - Gruia (wikt) - Gruian (wikt) - Gruianu (wikt) - Gruici (wikt) - Gruicin (wikt) - Gruie (wikt) - Gruiea (wikt) - Gruiescu (wikt) - Gruin (wikt) - Gruioșu (wikt) - Gruiță (wikt) - Gruițoiu (wikt) - Grujdin (wikt) - Grumăjel (wikt) - Grumaz (wikt) - Grumăzescu (wikt) - Grumeanțu (wikt) - Grumeza (wikt) - Grumezea (wikt) - Grumezescu (wikt) - Grumza (wikt) - Gruncă (wikt) - Grunea (wikt) - Gruneanțu (wikt) - Gruneza (wikt) - Grunovici (wikt) - Grunzac (wikt) - Grunzu (wikt) - Grușcean (wikt) - Grușea (wikt) - Grusuzache (wikt) | Gu - Gubandru (wikt) - Gubariu (wikt) - Gubaș (wikt) - Gubău (wikt) - Gubceac (wikt) - Gubendreanu (wikt) - Gubernat (wikt) - Gubernicu (wikt) - Gubernu (wikt) - Gubici (wikt) - Gublea (wikt) - Gubovescu (wikt) - Gubrei (wikt) - Guca (wikt) - Gucea (wikt) - Guceanu (wikt) - Gucianu (wikt) - Gudă (wikt) - Gudac (wikt) - Gudan (wikt) - Gudănescu (wikt) - Gude (wikt) - Gudea (wikt) - Gudilă (wikt) - Gudină (wikt) - Gudiu (wikt) - Gudor (wikt) - Gudruman (wikt) - Gudu (wikt) - Guga (wikt) - Gugea (wikt) - Gugeanu (wikt) - Gughea (wikt) - Gugianu (wikt) - Gugiu (wikt) - Gugiuman (wikt) - Gugleș (wikt) - Gugoașă (wikt) - Gugonea (wikt) - Gugu (wikt) - Guguci (wikt) - Gugui (wikt) - Guguian (wikt) - Guguianu (wikt) - Gugulan (wikt) - Gugulanu (wikt) - Gugulea (wikt) - Gugulică (wikt) - Gugulici (wikt) - Guguluș (wikt) - Guguță (wikt) - Gugvian (wikt) - Gui (wikt) - Guia (wikt) - Guian (wikt) - Guianu (wikt) - Guiaș (wikt) - Guiban (wikt) - Guică (wikt) - Guidea (wikt) - Guie (wikt) - Guiman (wikt) - Guină (wikt) - Guinea (wikt) - Guineanu (wikt) - Guirea (wikt) - Guiță (wikt) - Guiu (wikt) - Guivan (wikt) - Guja (wikt) - Gujan (wikt) - Gujbă (wikt) - Guju (wikt) - Gula (wikt) - Gulaci (wikt) - Guldac (wikt) - Gule (wikt) - Gulea (wikt) - Guleac (wikt) - Guleamă (wikt) - Gulean (wikt) - Guleaș (wikt) - Gulei (wikt) - Guler (wikt) - Guleran (wikt) - Guleș (wikt) - Gulfița (wikt) - Guli (wikt) - Guliac (wikt) - Gulianu (wikt) - Guliciuc (wikt) - Gulie (wikt) - Guliman (wikt) - Gulin (wikt) - Guliță (wikt) - Guloiu (wikt) - Gulu (wikt) - Guluț (wikt) - Guluță (wikt) - Gumă (wikt) - Gumeni (wikt) - Gumeniuc (wikt) - Gumina (wikt) - Gună (wikt) - Gunaru (wikt) - Gune (wikt) - Gunea (wikt) - Gunescu (wikt) - Guniță (wikt) - Gunoi (wikt) - Gunță (wikt) - Gură (wikt) - Gurăgată (wikt) - Gurălargă (wikt) - Guraliuc (wikt) - Guralivu (wikt) - Gurămultă (wikt) - Guran (wikt) - Guranda (wikt) - Gurănoiu (wikt) - Gurat (wikt) - Gurău (wikt) - Gurbai (wikt) - Gurban (wikt) - Gurbeț (wikt) - Gurcea (wikt) - Gurcovici (wikt) - Gurdean (wikt) - Gurdiș (wikt) - Gurduban (wikt) - Gurea (wikt) - Gureanu (wikt) - Gurei (wikt) - Gurenciuc (wikt) - Gureș (wikt) - Gurescu (wikt) - Gureșoae (wikt) - Gureșoaia (wikt) - Gureșu (wikt) - Gurgan (wikt) - Gurghean (wikt) - Gurghian (wikt) - Gurghianu (wikt) - Gurgu (wikt) - Gurgui (wikt) - Gurguiatu (wikt) - Gurguș (wikt) - Gurguță (wikt) - Gurică (wikt) - Gurici (wikt) - Guriș (wikt) - Guriși (wikt) - Guriță (wikt) - Gurițanu (wikt) - Gurițoiu (wikt) - Guriuc (wikt) - Gurjău (wikt) - Gurlea (wikt) - Gurlui (wikt) - Gurmăzescu (wikt) - Gurmează (wikt) - Gurmeza (wikt) - Guruian (wikt) - Guruianu (wikt) - Guruță (wikt) - Gurz (wikt) - Gurza (wikt) - Gurzău (wikt) - Gurzu (wikt) - Gurzun (wikt) - Guș (wikt) - Gușă (wikt) - Gusan (wikt) - Gușan (wikt) - Gușat (wikt) - Gușatu (wikt) - Gușcă (wikt) - Gușe (wikt) - Gușeatu (wikt) - Gușeilă (wikt) - Gușescu (wikt) - Gușet (wikt) - Gușetoiu (wikt) - Gușetu (wikt) - Gușilă (wikt) - Gușiță (wikt) - Gușman (wikt) - Guso (wikt) - Gușoaie (wikt) - Gușoi (wikt) - Gușoină (wikt) - Gustă (wikt) - Gustea (wikt) - Guștere (wikt) - Gușterițan (wikt) - Gustescu (wikt) - Gustin (wikt) - Gușu (wikt) - Gușuilă (wikt) - Gușuțoaie (wikt) - Guț (wikt) - Guță (wikt) - Guțan (wikt) - Guțanu (wikt) - Gutău (wikt) - Guțău (wikt) - Gute (wikt) - Guțea (wikt) - Guțescu (wikt) - Guția (wikt) - Guțic (wikt) - Guțică (wikt) - Guțilă (wikt) - Guțiu (wikt) - Guțoae (wikt) - Guțoi (wikt) - Guțoiu (wikt) - Guțu (wikt) - Gutue (wikt) - Guțui (wikt) - Guțul (wikt) - Guțulescu (wikt) - Gutuman (wikt) - Gutunoiu (wikt) - Guțuțui (wikt) - Gutzulescu (wikt) - Guz (wikt) - Guzan (wikt) - Guzău (wikt) - Guzdăreanu (wikt) - Guzdâreanu (wikt) - Guzgă (wikt) - Guzgan (wikt) - Guzganu (wikt) - Guzu (wikt) - Guzumaș (wikt) |